# Basilica Opimia

Probabile ubicazione della basilica Opimia nel Foro prima delle trasformazioni di Cesare

La Basilica Opimia si trovava nel Foro Romano ed era una delle quattro basiliche di epoca repubblicana, assieme alla basilica Porcia, alla basilica Sempronia e alla basilica Emilia (quest'ultima è l'unica sopravvissuta).
Era stata realizzata nel 121 a.C. accanto al tempio della Concordia e doveva il suo nome a Lucio Opimio che ne aveva finanziato la costruzione, così come quella del vicino tempio. Con l'ingrandimento del tempio della Concordia al tempo di Tiberio (7 a.C.-10 d.C.) la basilica dovette essere sacrificata, infatti da quell'epoca non è più ricordata.